# 新北市政府青年局
新北市政府青年局（簡稱新北市青年局）為新北市政府負責青年事務的一級機關，於2022年1月3日正式成立。

## 歷史
2022年1月3日，正式成立；新北市政府邀請陳之漢、米可白見證新北市政府青年局成立。

## 外部連結
- 新北市政府青年局 （页面存档备份，存于）